# Rubus euanthinus
Rubus euanthinus är en rosväxtart som beskrevs av William Charles Richard Watson. Rubus euanthinus ingår i släktet rubusar, och familjen rosväxter. Inga underarter finns listade i Catalogue of Life.